# 라이언 사도스키
라이언 키이스 사도스키(영어: Ryan Keith Sadowski, 1982년 10월 4일 ~ )는 미국의 전 야구 선수이자, 전 KBO 리그 KIA 타이거즈의 해외 스카우트이다.

## 선수 시절

### 미국 프로야구시절

#### 샌프란시스코 자이언츠시절
2003년에 입단하였다. MLB에는 2009년에 올라왔다. 2009년에 6경기에 선발 등판해 28.1이닝, 2승 4패, 4점대 평균자책점을 기록했다.
12월 1일 휴스턴 애스트로스와 마이너 계약을 체결했다.

### 한국 프로야구시절

#### 롯데 자이언츠시절
2009년에 마무리 투수로 활약하다가 불안한 모습을 보여 방출된 존 애킨스의 자리를 대신해 2009년 12월 23일에 계약금 10만 달러, 연봉 20만 달러에 입단하였다. 2010 시즌 초 개막전을 포함해 연패에 빠지고 팔꿈치 통증으로 잠시 2군으로 내려가 방출 위기에 몰렸으나, 회복 후 1군 복귀와 동시에 주 무기인 싱커와 커터를 구사하여 뛰어난 모습을 보였다. 2010 시즌 27경기에 등판해 10승 8패, QS 16회, 3점대 평균자책점, 팀 내 선발 투수로써 최다 이닝인 169.2이닝을 소화했다. 그 기량을 인정받아 2010년 대비 25% 인상한 액수인 연봉 27만 5,000달러(총액 37만 5,000달러)에 재계약했다. 2011 시즌에는 11승 8패를 기록해 선발의 한 축으로 자리매김했다.
그는 특히 선발 등판시 좋은 피칭에도 불구하고 타선 지원 부족, 야수들의 실책, 불펜진의 불안한 모습으로 많은 승수를 쌓지 못했다.

### 미국 프로야구복귀

#### 샌프란시스코 자이언츠복귀
2012년 12월 16일에 마이너 리그 계약을 체결했다. 하지만 2013년 4월에 팔꿈치 수술을 받았다.
2014년 3월 5일 LA 다저스와 마이너 계약을 체결했지만 경기에 나서지 못하고 현역 은퇴를 선언했다.

## 야구선수 은퇴 후
은퇴 후 2015년 1월 15일부터 롯데 자이언츠의 해외 스카우트로 활동했다. 2015년 1월 롯데 자이언츠와 계약한 짐 아두치, 브룩스 레일리, 조쉬 린드블럼을 상대로 미국 현지에서 한국 문화에 대한 세미나를 열어 주는 등, 선수들의 KBO 리그 적응을 도와줬다.
이후 2020시즌을 앞두고 KIA 타이거즈의 해외 스카우트로 부임했다.
특히, 짐 아두치, 애런 브룩스, 조쉬 린드블럼, 브룩스 레일리 등 대량의 KBO 성공자들을 배출해냈다.

## 트리비아
- 그는 유튜브에서 자신의 근황을 담은 UCC를 업로드하는 등 팬들과 활발한 소통을 했다. 또한 한국어와 한국 문화를 적극적으로 배우는 등 뛰어난 적응력을 보여줬으며, 훗날 롯데 자이언츠가 그를 프런트로 다시 불러들이는 계기가 됐다.
- 폴란드계인 그는 이름보다 다우라는 별명으로 불리기를 훨씬 더 좋아했다. 사실 'Sadowski'의 정식 영문 발음은 '사다우스키'(폴란드 발음은 사도프스키)지만, 선수명을 등록할 때 '사다우스키'라는 이름이 다소 길어 결국 현재 이름으로 등록명을 정했다. 2010년 출국 전 사다우스키로 이름을 바꾸고 싶다는 말을 했던 그는 "영어로 한국 이름을 조금은 부정확하게 발음한다"며 2011년 또한 현재 이름을 쓸 것을 약속했다.

## 별명
- 그는 팬들로부터 일명 '키스도사'라고 불렸는데, 이는 이름을 거꾸로 읽어 나온 별명이다.[5]

## 통산 기록
| 연 도          | 소 속          | 나 이          | 승 리 | 패 전 | 승 률 | 평 자 책 | 출 장 | 선 발 | 완 투 | 완 봉 | 세 이 브 | 홀 드 | 이 닝 | 피 안 타 | 피 홈 런 | 볼 넷 | 고 4 | 탈 삼 진 | 몸 맞 | 보 크 | 폭 투 | 실 점 | 자 책 | 타 자 수 | W H I P |
| -------------- | -------------- | -------------- | ----- | ----- | ----- | -------- | ----- | ----- | ----- | ----- | -------- | ----- | ----- | -------- | -------- | ----- | ---- | -------- | ----- | ----- | ----- | ----- | ----- | -------- | ------- |
| 2009           | SFG            | 27             | 2     | 4     | .333  | 4.45     | 6     | 6     | 0     | 0     | 0        | 0     | 28.1  | 28       | 2        | 17    | 1    | 17       | 1     | 0     | 2     | 15    | 14    | 128      | 1.59    |
| 2010           | 롯데           | 28             | 10    | 8     | .556  | 3.87     | 27    | 26    | 0     | 0     | 0        | 0     | 169.2 | 153      | 17       | 54    | 0    | 120      | 8     | 1     | 11    | 83    | 73    | 713      | 1.22    |
| 2011           | 롯데           | 29             | 11    | 8     | .579  | 3.91     | 25    | 25    | 0     | 0     | 0        | 0     | 140.1 | 130      | 15       | 52    | 1    | 80       | 6     | 0     | 11    | 64    | 61    | 587      | 1.30    |
| 2012           | 롯데           | 30             | 8     | 8     | .500  | 4.32     | 29    | 28    | 1     | 0     | 0        | 1     | 150.0 | 154      | 9        | 69    | 0    | 98       | 6     | 0     | 16    | 75    | 72    | 656      | 1.49    |
| MLB 통산 : 1년 | MLB 통산 : 1년 | MLB 통산 : 1년 | 2     | 4     | .333  | 4.45     | 6     | 6     | 0     | 0     | 0        | 0     | 28.1  | 28       | 2        | 17    | 1    | 17       | 1     | 0     | 2     | 15    | 14    | 128      | 1.59    |
| KBO 통산 : 3년 | KBO 통산 : 3년 | KBO 통산 : 3년 | 29    | 24    | .532  | 4.03     | 81    | 79    | 1     | 0     | 0        | 1     | 460.0 | 437      | 41       | 175   | 1    | 297      | 20    | 1     | 38    | 222   | 206   | 1956     | 1.33    |

- 시즌 기록 중 굵은 글씨는 해당 시즌 최고 기록